# Harmony Hall
Harmony Hall es una localidad de Trinidad y Tobago que forma parte de la región de Princes Town.

## Geografía
La localidad abarca parte de la isla Trinidad y limita al norte con Gasparillo (localidad perteneciente a la región de Couva-Tabaquite-Talparo), al sur con Palmyra, al este con Reform Village e Iere Village y al oeste con Union Village (localidad perteneciente a la ciudad de San Fernando) y Palmyra.

## Demografía
Datos demográficos de la localidad de Harmony Hall:
| Gráfica de evolución demográfica de Harmony Hall entre 2000 y 2011 |
|                                                                    |